# Thomas DeSimone
Thomas DeSimone était un gangster américain d'origine italienne né le 6 juin 1946 à Brooklyn, New York et mort assassiné le 14 janvier 1979, à Howard Beach (Queens), New York à l'âge de 32 ans.

## Biographie
Il faisait partie de la famille Lucchese, une des Cinq Familles de la mafia italo-américaine et était également le neveu de Frank DeSimone (en), cinquième boss de la Famille de Los Angeles.
Tommy travailla pour le capo Paul Vario avec ses amis Henry Hill et Jimmy Burke.

### Carrière criminelle
Sa carrière débuta avec des détournements de camions, extorsions, fraude et meurtres. Connu pour son tempérament violent, il commit une série de meurtres :
- il abat Howard Goldstein en pleine rue, le 15 mars 1968.
- il tabasse à mort le témoin d'un cambriolage : après un braquage de camion, un contremaître avait refusé de permettre à Burke de décharger la cargaison d'un camion détourné dans son entrepôt, et protesté avec véhémence parce qu'il n'avait pas la carte du syndicat. Après avoir tenté en vain de le raisonner, Burke envoie DeSimone l'éliminer.
- Burke le charge d'éliminer son meilleur ami, Dominick « Remo » Cersani, qui est devenu un informateur.
- il assassine un protégé de John Gotti, Ronald Jerothe (en), en décembre 1974. La sœur de Jerothe sortait avec DeSimone, mais il la battait, ce qui incite Jerothe à vouloir le tuer. Ayant eu vent de la nouvelle, DeSimone se rend dans l'appartement de ce dernier, qui lui donne un coup de poing. Mais DeSimone l'abat de trois balles, dont deux dans la tête.

Il a également participé avec Burke et Hill notamment, au casse de la Lufthansa, commis le 11 décembre 1978 à l'aéroport international John-F.-Kennedy. Le butin s'élève à plus de 5 millions de dollars en espèces et de 785 000 dollars de bijoux, faisant de ce braquage l'un des plus importants commis sur le sol américain. 
Mais il se retrouve chargé par Burke d'abattre Stacks Edwards, en décembre 1978. Complice du casse et l'un de ses bons amis, Edwards avait négligé de se débarrasser du camion utilisé pour le braquage pour se droguer et boire dans l'appartement de sa petite amie. De plus, la fourgonnette, rapidement identifiée comme véhicule ayant servi au forfait, fut découverte par la police dans un stationnement interdit et ses empreintes digitales furent retrouvées.

### Décès
Thomas DeSimone a été assassiné pour avoir tué des amis proches de John Gotti, à savoir Billy Batts et Ronald Jerothe,.
Le 14 janvier 1979, la femme de DeSimone, Angela, signale sa disparition à la police, disant qu'elle l'a vu pour la dernière fois quelques semaines auparavant pour lui emprunter 60 dollars.
La police et le FBI ont pensé que Burke avait fait éliminer DeSimone, à la suite des meurtres des complices du casse de la Lufthansa, car il craignait que certains deviennent informateurs, ou parce qu'il ne voulait payer la part qui leur revenait. Ils ont également pensé qu'il était entré dans la clandestinité pour éviter d'être tué.
Ce n'est qu'en 1980, quand Henry Hill est devenu un informateur pour le F.B.I., que les autorités apprennent qu'il a été assassiné par des membres de la famille Gambino. Hill a également affirmé que la semaine après Noël, ils sont allés avec Burke en Floride pour redresser une transaction de drogue ayant mal tourné. DeSimone était resté à New York et fut contacté pour devenir un membre à part entière de la Mafia. Le jour de la prétendue cérémonie, deux hommes emmenèrent DeSimone en voiture, dans une maison où ils l'exécutèrent.
De plus, en 1994, Hill, dans son livre Gangsters and Goodfellas, révèle que son ex-femme, Karen, avait une aventure avec Vario. Quand Hill fut condamné à quelques années de prison, DeSimone approcha Karen afin d'avoir lui aussi une aventure avec elle, mais elle refusa. DeSimone essaya de la violer. Quand Vario apprit ça, il révéla aux membres de la famille Gambino que DeSimone avait tué Jerothe et Batts.
Il fut déclaré légalement mort en 1990 par le FBI.

### Cinéma
En 1990, le personnage de Tommy DeVito, incarné par Joe Pesci, dans le film Les Affranchis, est basé sur DeSimone.

## Source
- (en) Cet article est partiellement ou en totalité issu de l’article de Wikipédia en anglais intitulé « Thomas DeSimone » (voir la liste des auteurs).